# Гълъбово (област Пловдив)
Вижте пояснителната страница за други значения на Гълъбово.
Гълъбово е село в Южна България. То се намира в община Куклен, област Пловдив.

## География
Село Гълъбово се намира в планината Родопи на 14 км от град Пловдив. За селото може да се мине през село Марково или през селата Браниполе и Белащица или по асфалтирания път през село Куклен и Кукленския манастир. В близост до с. Гълъбово е имало кале; сега тази местност се нарича Градището.

## История
Църквата на село Гълъбово, наречена на името на св. Архангел Михаил, е построена през 1865 г. В изграждането ѝ са помагали всички от селото, като най-голям принос за строежа има родът Арнаудови. Около селото се намират девет параклиса, които го обграждат в кръг. Разказва се, че преди доста години в селото върлувала тежка болест. Тогава една възрастна жена сънувала, че трябва да се обгради селото с параклиси, за да отшуми болестта. Светците-патрони на параклисите са св. Георги, св. Петка (до този параклис се намира аязмо с лековита вода и носи същото име), св. Илия, св. Димитър, св. Божик, св. Неделя, св. Богородица, св. Никола, св. Влас.
Селото носи името на Никола Гълъбов. Той е роден в Гълъбово (по онова време наричано Ново село) на 4 май 1882 г. Завършва Пловдивската мъжка гимназия, където става убеден привърженик на социализма. Учи право в Софийския университет „Св. Климент Охридски“ от 1909 г. до 1914 г. с прекъсване поради участие в Балканската война, където е ранен и инвалидизиран. През Първата световна война е военнополеви прокурор. След войната работи като адвокат.
Става първият кмет на Пловдив от комунистическа партия. Поради разногласия в централната власт управлението му продължава по-малко от три месеца: от 30 декември 1919 г. до 15 март 1920 г. Разстрелян е в местността Кемера заедно с други социалисти без съд и присъда на 27 септември 1923 г. след потушаването на Септемврийското въстание.

## Редовни събития
Всяка година на Илинден в с. Гълъбово се дава курбан и става събор.
1. ↑  www.grao.bg